# 深芳野
深芳野（みよしの、1981年9月9日 - ）は、日本の元AV女優。
東京都出身。身長:156cm 、スリーサイズ:B86 (F) ・W56・H84。血液型:A型。

## 略歴
- 2001年4月30日にAVデビュー。
- 現在は引退している。

## 作品

### アダルトビデオ
2001年
- ダブル・ファンタジー  プラチナ美乳　（4月30日、芳友舎）
- 発情夢 深芳野　（6月22日、芳友舎）
- 巨乳スパイラル 連続回転オッパイ　（7月21日、芳友舎）　※総集編
- 淫ら旅 【パンティを脱ぎすてて。】 深芳野　（7月22日、芳友舎）
- 濡れた白肌 深芳野　（8月24日、芳友舎）
- ラブ･ファッカー　（9月21日、芳友舎）
- ピンクにKISS 深芳野　（9月26日、芳友舎）
- 隣人・淫らな若妻　（10月31日、芳友舎）
- 妄想美乳　（11月10日、芳友舎）
- 巨乳秘書レイプ浸け 6 乱れた残業 深芳野　（11月27日、芳友舎）

2002年
- グラマラスボディーズプレミアム　（1月21日、ビデオバンク）　※総集編
- WET EROS 深芳野　（4月21日、宇宙企画）
- 恋の罪　（5月22日、宇宙企画）
- fuckin'drunker 深芳野　（8月1日、MOODYZ）
- 涙目ロリータ人形 深芳野　（9月1日、MOODYZ）
- ERO BODY 爆乳スレンダー痴女優　（9月20日、宇宙企画）　※総集編
- スーパーモデルレイプ 性虐コレクション 2 深芳野　（11月8日、アタッカーズ）
- ブラックザーメン in L.A. 深芳野　（11月15日、MOODYZ）

2003年
- 美巨乳レディの変態インフォメーション　（1月8日、ドリームチケット）
- Angel 深芳野　（1月15日、アイデアポケット）
- レイプで濡れた女たち　（1月21日、ビデオバンク）　※総集編
- WET SEX 〜濡れ下着〜 深芳野　（1月29日、ワンズファクトリー）
- ワープスペシャル9　（2月7日、ワープエンタテインメント）
- ブラック乱交 in L.A. 渡瀬晶・深芳野　（2月15日、MOODYZ）
- MOODYZ 2002年7月〜12月作品集　（3月1日、MOODYZ）　※総集編
- 眼鏡っこ　（3月15日、MOODYZ）
- 安来めぐ&深芳野のわくわく痴漢ランド 2　（4月5日、ディープス）
- 深芳野&安来めぐ&平井まりあ のわくわく痴漢ランド 3　（4月19日、ディープス）
- 七つの顔を持つ女 深芳野　（6月15日、MOODYZ）
- ロリータBEST　（7月15日、MOODYZ）　※総集編
- ディープキスBEST　（9月15日、MOODYZ）　※総集編
- マリオネットボンデージ VOL．1 【着衣編】 深芳野　（10月31日、大洋図書）
- マリオネットボンデージ VOL．2 【ﾗﾝｼﾞｪﾘｰ編】 深芳野　（10月31日、大洋図書）
- 死夜悪アンソロジー 6　（11月8日、アタッカーズ）　※総集編
- まんぐり返しBEST　（12月15日、MOODYZ）　※総集編

2004年
- 黒人乱交BEST　（1月15日、MOODYZ）　※総集編
- AV女優〜濡れる… WET&SEX　（2月1日、ワンズファクトリー）
- Angel 特濃ザーメンセレクション 2　（4月8日、アイデアポケット）　※総集編

2005年
- バイブBEST　（1月1日、MOODYZ）　※総集編
- ナイスボディマニア　（6月24日、芳友舎）　※総集編

2009年
- あのアイドルがスーパーリマスターREMIXで甦る　ナイスボディ　Vol.1　（5月21日、ビデオバンク）　※総集編